# 山头镇
山头镇，是中华人民共和国安徽省宿州市泗县下辖的一个乡镇级行政单位。

## 行政区划
山头镇下辖以下地区：
山头村、蔡圩村、袁张村、张店村、杨桥村、仝城村、大柏村、惠庙村、钓台村、骆场村、找沟村、宋圩村和骆庙村。